# Madame Auring
Aurea Elfero, conocida profesionalmente como Madame Auring (11 de marzo de 1940 - 30 de octubre de 2020), fue una adivina y actriz filipina. Según su propio relato, fue una de "las cinco mujeres más famosas de Asia en la década de 1990". Murió el 30 de octubre de 2020, a la edad de 80 años.